# 台灣世界展望會
台灣世界展望會（英語：World Vision Taiwan）設立於1964年。最初1951年設立，由美國宣教士鮑伯·皮爾斯博士創立於美國。除了世界救濟活動以外，尚針對不同國家所需之人道救濟、支援為主要工作。關懷對象除了一般弱勢族群，首要服務對象為兒童。目前全台有6個辦事處、有74個服務據點，服務範圍遍及台灣都會區角落、濱海地區、山區及蘭嶼、澎湖等離島，是國內在原住民及偏遠地區紮根最深、服務最廣的民間服務機構。

## 歷史

### 1950-1960
1950年代的台灣，面臨戰後初期的經濟蕭條，物資、醫療及衛生設施普遍缺乏，世界展望會創辦人鮑伯·皮爾斯回應基督教芥菜種會創辦人孫理蓮宣教士及其他服務機構的需要，協助各項救助工作，包含樂生療養院、基督教山地中心診所、芥菜種會兒童之家等。

### 1960-1970
1964年，世界展望會正式於台灣註冊。台北木柵的伯大尼育幼院則是台灣世界展望會在台灣開展工作的第一個起點，之後陸續支持屏東伯大尼兒童之家、六龜育幼院、信望愛育幼院等機構中500名失依孤兒、殘障孩童和街頭遊童。

## 主辦活動
- 飢餓三十人道救援行動

## 專案報告
- 世界展望會報告：氣候變遷（英文版）

## 外部連結
- 台灣世界展望會官方網站 （页面存档备份，存于）
- 世界展望會國際總會官方網站 （页面存档备份，存于）
- 美國世界展望會官方網站 （页面存档备份，存于）
- 台灣世界展望會 World Vision Taiwan的Facebook專頁
- World Vision Taiwan在Flickr上的页面
- YouTube上的台灣世界展望會 World Vision Taiwan頻道